# Mogotón
Mogotón is een berg in Nueva Segovia, Nicaragua en ligt op de grens met Honduras.
De Mogotón is onderdeel van Cordillera Isabelia, en geldt als hoogste punt van Nicaragua.
De berg kan beklommen worden, maar de tocht is gevaarlijk omdat er mijnen uit de jaren 1980 liggen.